# Katie Hoff
Kathryn Elise „Katie“ Hoff (* 3. Juni 1989 in Stanford, Kalifornien) ist eine ehemalige US-amerikanische Schwimmerin.

## Werdegang
Die Schülerin, die in Baltimore in einer Trainingsgruppe mit Michael Phelps trainiert, galt schon vor den Olympischen Spielen 2004 in Athen als Ausnahmetalent über beide Lagen-Distanzen. Allerdings fehlte der damals 15-Jährigen noch die nötige Routine, um bereits in Athen in den Medaillenkampf miteinzugreifen.
Über 400 m Lagen erreichte sie das Finale nicht und erlitt nach dem Halbfinalrennen einen Kreislaufkollaps.

### Schwimmweltmeisterschaften 2005
Zu den Schwimmweltmeisterschaften 2005 in Montréal reiste dann eine gereifte Katie Hoff zu den Wettkämpfen an und gewann die 200 m und 400 m jeweils vor Kirsty Coventry aus Simbabwe. Außerdem wurde sie mit der US-amerikanischen Staffel über 4 × 200 m Freistilstaffel Weltmeisterin.
Bei den Schwimmweltmeisterschaften 2007 in Melbourne konnte sie sowohl den Titel über 200 m Lagen und auch den über 400 m Lagen erfolgreich verteidigen. Den WM-Titel über 400 m Lagen schwamm sie mit Weltrekord. Außerdem konnte sie auch bei dieser WM mit der amerikanischen Staffel über 4 × 200 m triumphieren.

### Olympische Sommerspiele 2008
Im Juli 2008, bei den Olympiatrials der USA, trat sie mit hervorragender Form auf und konnte ihrer Favoritenrollen mehr als gerecht werden. Sie qualifizierte sich für fünf Bewerbe bei den Olympischen Sommerspielen 2008 in Peking.
Über 400 m Lagen, ihrer Paradestrecke, drückte sie den alten Weltrekord von Stephanie Rice um 34 Hundertstel auf 4:31,12 Minuten. Bei den Olympischen Spielen holte sich Rice aber den Weltrekord zurück und Hoff musste sich über 400 m Lagen mit Rang drei begnügen. Über 400 m Freistil gewann sie die Silbermedaille.

## Auszeichnungen
- USOC Athlete of the Year 2005

## Rekorde
| Amerikarekorde (1)       | Amerikarekorde (1) | Amerikarekorde (1) | Amerikarekorde (1) |
| ------------------------ | ------------------ | ------------------ | ------------------ |
| 400 m Lagen              | 04:31,12 min       | 29. Juni 2008      | Omaha              |
| (Stand: 10. August 2008) |                    |                    |                    |